# Faceci w gumofilcach
Faceci w gumofilcach – zbiór opowiadań Andrzeja Pilipiuka, wydany nakładem wydawnictwa Fabryka Słów w 2022 roku. Jest to dziesiąty tom cyklu opowieści o Jakubie Wędrowyczu.
Książka miała premierę 23 listopada 2022 roku. Jest tu jubileuszowa, dziesiąta, część przygód Jakub Wędrowycza.

## Opowiadania
Zbiór zawiera 11 opowiadań:
- Depozyt,
- Globalne Ocieplenie,
- Eliksir,
- Śmieciowy interes,
- Król Szczurów,
- Wajcha,
- Życie wewnętrzne,
- Dentystyczny Batalion Karny,
- Trzy Damy i Warchoł,
- Weterynarz,
- Niezniszczalny.